# 목포수산식품지원센터
목포수산식품지원센터(木浦水産食品支援센터)는 지역 수산식품 산업의 육성·지원을 통한 지역경제 발전에 이바지하기 위하여 설립된 목포시청 산하 재단법인으로 목포수산식품지원센터 이사장은 목포시장이 겸임한다. 1만4775m2의 부지에 연건축면적 9667m2 규모로 연구동과 생산동을 갖추고 있다. 전라남도 목포시 연산동 산62-1번지에 있다.

## 설립 근거
- 재단법인 목포수산식품지원센터 설립 및 운영 지원 조례[6]

## 연혁
- 2010년 6월 25일 목포수산식품지원센터 기공[7]
- 2012년 6월      목포수산식품지원센터 완공
- 2015년 6월 4일 목포수산식품지원센터 개소식[8]

## 주요 업무
- 지원센터의 운영 및 관리계획의 수립과 집행
- 지원센터의 운영에 필요한 재원조달 방안 및 사업비 투자계획 수립·집행
- 지원센터 시설의 설치 및 관리·운영
- 산·학·연 공동기술연구개발 및 시험생산 등 실용화 사업
- 정보유통망 구축과 기술·경영지도 및 교육사업
- 창업보육, 관련기업의 유치 및 육성·지원사업
- 제품의 성능시험 및 검사, 품질평가 사업
- 수산식품산업 집적화 및 네트워킹 사업
- 정부 또는 자치단체 등의 위임·위탁 또는 용역사업
- 지원센터의 발전 방안에 대한 연구 및 계획 수립
- 그 밖에 법인의 설립목적 달성에 필요한 사항

## 사건·사고 및 논란

### 운영비 부담에 따른 운영 지연
목포수산식품지원센터는 2010년 6월 착공에 들어가 222억여 원을 들여 연면적 6천638m2 규모에, 연구동과 생산동으로 2012년 6월 건립됐다. 그러나 건물을 완공하고도 운영비와 연구시설 구입비가 없어 운영을 하지 못하고 있다. 운영을 위해서는 20여명의 인원이 필요하며 인건비 등을 감안할 때 연간 6~7억원의 예산이 필요하다. 목포시청은 예산 부담에 따라 전라남도청 연구기관에 위탁관리하는 계획으로 선회했으나 전라남도청에서도 연구장비 구입과 운영비 부담으로 위탁관리에 어려움을 호소해 현재까지 위탁운영에 결정하지 못하고 있다.
이에 대해 목포시청 관계자는 "목포수산식품지원센터를 건립하는 과정에서 전라남도청에 이와 유사한 기관이 있어 만약 연구장비 등을 구입할 경우 중복 투자될 가능성이 있어 예산 투자의 효율성을 살리고 전라남도청의 전문기관에 위탁관리를 맡겨 초기 운영의 위험부담을 줄일 수 있게 추진하고 있으며 건물을 지어놓고 방치하고 있는 것이 아니다"고 말했다.
2014년 목포시의회 노경윤(삼향ㆍ옥암ㆍ부주동) 의원이 정례회 시정질문을 통해 “목포수산식품지원센터가 운영비 문제로 운영주체가 결정되지 않아 건축물이 준공된 지 2년 6개월이 넘도록 개관이 미뤄지고 있다”라며 “2008년부터 추진된 목포수산식품지원센터는 인력과 장비 구축 등이 차질을 빚으면서 개관이 미뤄지고 시민혈세 15억원을 날린 전형적인 예상낭비 사례”라고 주장했다.
이에 대해 박홍률 목포시장은 “목포수산식품지원센터 정상화를 위해 전라남도청과 20여 차례에 걸쳐 협의를 해 왔으나 전라남도청이 운영권 인수를 꺼리고 있다”며“인건비와 운영비 등 명목으로 12억원의 예산을 확보한 만큼 2015년 3월 개관을 목표로 추진하겠다”고 해명했다.

## 같이 보기
- 목포수산물유통센터
- 영덕로하스수산식품지원센터
- 수산식물품종관리센터
- 수산자원연구센터
- 국립수산물품질관리원